# Цейтлин, Арн

Арн Цейтлин (идиш אהרון צייטלין‎, имя на иврите — Аарон, на русском языке — Арон Гилелевич Цейтлин; 1898, Уваровичи, Гомельский уезд, Могилёвская губерния, ныне городской посёлок в Буда-Кошелёвском районе Гомельской области, Белоруссия — 1973, Нью-Йорк, США; похоронен в Иерусалиме) — еврейский драматург, писатель, поэт, художественный критик, издатель. Писал на идише и иврите. Сын еврейского писателя и публициста Гилеля Цейтлина.

## Биография
Детство провёл в Гомеле и Вильне, в 1907—1939 годах жил в Варшаве.
Начал печататься в периодических изданиях на иврите (Ха-Ткуфа и Ха-Шиллоах). Первое опубликованное произведение — стихотворение «Матронита» (1914). В 1920 с братом Эльхононом (1902—1942) пытались репатриироваться в Эрец-Исраэль (Палестину) и провёл девять месяцев в поселении Зихрон-Яаков. В Палестине познакомился с поэтом Й.-Х. Бреннером и переписывался с ним до самой гибели поэта во время арабского погрома 1929 года в Яффо.
Вернувшись в Варшаву в 1922 году опубликовал первый поэтический сборник Шотнс афн шней («Тени на снегу» на идише), позже — апокалипсическую поэму на иврите «Метатрон» (Ангел смерти). С 1926 года был литературным редактором варшавской ежедневной газеты на идиш Ундзер-экспресс.
В конце 20-х годов Цейтлин стал популярным драматургом. Пьеса Цейтлина «Бреннер» (1927) о трагической судьбе Хаима Бреннера — еврейского поэта, мистика, посвятившего немало усилий синтезу сионизма и Русской революции, иудаизма и христианства и погибшего во время беспорядков в Палестине. В 1929 г. написал пьесу «Янкев Франк», в которой сталкиваются образы восставших против традиционных авторитетов и средневековых устоев еврейской жизни Якова Франка и рабби Исроэла Бал Шем Това. Бал Шем Тов создал новое мистическое учение, проповедующее достижение радости, как главную религиозную цель и всколыхнувшее народные массы, а Франк в конце концов отчаялся в борьбе и ушёл под покровительство католической власти, а позже перешёл в католицизм. Многие из последователей Франка породнились с польским дворянством и сыграли значительную роль в польской истории.
Роли евреев в польской истории посвящена и «Эстерке и король Казимир Великий: еврейско-польская мистерия» — историческая драма (1929—1931) о судьбе еврейской девушки, возлюбленной польского короля. В межвоенной Польше легионов тема принадлежности к польской истории для евреев была существенной.
В 1935 году Цейтлин совместно с Ициком Башевисом-Зингером (будущим Нобелевским лауреатом по литературе) учредили в Польше художественный журнал, гордо названный «Глобус». Цейтлин вырабатывает идеи «идео-пластического театра», основанные на принципах «театра масок» Мейерхольда и Московского еврейского пролетарского театра АРТЕФ. Цейтлин связывает синтез театра и кино с пропагандой еврейской культуры.
В 1934 году Цейтлин публикует в «Глобусе» сатирическую антиутопию «Еврейское государство, или Вейцман Второй» (Ди идише мелухэ одэр Вейцман дэр цвейтэр) где жестоко высмеивает сионистский проект и современные ему политические порядки в еврейской общественной жизни. В пьесе пророчески предсказывается не только грядущая война и уничтожение европейского еврейства, но и многие уродливые явления современной израильской жизни. Цейтлин определил пьесу как маскн-шпил («игра масок») и посвятил её редактору крупнейшей социалистической газеты на идише «Форвертс» в Нью-Йорке Аврому Кагану.
В 1939 году, накануне Второй мировой войны Цейтлину удаётся уехать в США для постановки пьесы в Нью-Йорке. Вся семья Цейтлина погибла во время Холокоста. В пьесе Ин кейнэмс ланд («В ничьей стране»), поставленной в Варшаве в 1938 году, Цейтлин предвидел ужасы надвигающегося Холокоста. К теме уничтожения европейского еврейства он вернулся в 1957 году в поэме Бен ха-эш ве-ха-йеша («Между огнём и избавлением», иврит).
В 1942 году Цейтлин написал для пьесы «Эстерке» песню «Дона Дона». Музыку написал легендарный Шолом Секунда, композитор и музыкальный руководитель еврейского театра на Второй авеню. Песня стала очень популярной, переведена на многие языки. Её включила в свой репертуар Джоан Баэз. На русский язык «Дона-Дона» перевел Анатолий Пинский, руководитель Московского ансамбля еврейской песни, который тоже назван «Дона».
Цейтлин работал сотрудником нью-йоркской ежедневной газеты «Моргн-журнал» и профессором еврейской литературы в Еврейской теологической семинарии. Он оказал значительное влияние на еврейскую культурную жизнь в послевоенной Америке. Он писал рассказы, философские эссе, стихи, спорные статьи, а также популярные труды по парапсихологии. Ему принадлежит замечательно эссе о ребе Нахмане из Брацлава. Много переводил из американской и польской литературы на идиш и иврит. Неоднократно посещал Израиль, выступал с лекциями. В поэзии Цейтлина философские размышления соседствуют с «чистой» лирикой. Цейтлин пытается отразить в своей поэзии мотивы еврейской мистики. Творчество Цейтлина испытало влияние как европейской культуры, так и еврейской письменности.
Умер в 1973 году в Нью-Йорке, похоронен в Иерусалиме.